# Список заслуженных штурманов-испытателей СССР
В настоящем списке представлены заслуженные штурманы-испытатели СССР, получившие это почётное звание. Список содержит информацию о годе присвоения звания.

### 1959
- Зацепа, Николай Степанович (1921—1990)
- Попцов, Фёдор Макарович (1916—2007)
- Уваркин, Серафим Митрофанович (1914—1996)

## 1960—1969 годы

### 1960
- Трубляков, Дмитрий Васильевич (1920—1975)
- Шеронов, Пётр Степанович (1917—1983)

### 1961
- Дульский, Иван Тихонович (1915—2000)
- Журавлёв, Владимир Владимирович (1919—1981)
- Луценко, Борис Васильевич (1918—1988)
- Малхасян, Константин Иванович (1917—2007)
- Неелов, Николай Николаевич (1907—1982)
- Шамилов, Насыр Шамилович (1911—1981)

### 1962
- Рябов, Георгий Фёдорович (1922—1993)

### 1963
- Витвицкий, Марьян Францевич (1915—2004)
- Говорушко, Афанасий Ефимович (1920—1995)
- Жила, Михаил Андреевич (1913—1981)
- Иркутский, Николай Иванович (1920—2010)
- Калиновский, Борис Евгеньевич (1918—2000)
- Лужин, Николай Антонович (1922—2003)
- Макарьев, Кирилл Борисович (1917—2003)
- Милютин, Василий Иванович (1921—2008)
- Полетаев, Николай Константинович (1921—1999)
- Харитонов, Михаил Семёнович (1922—1984)

### 1964
- Алейников, Сергей Петрович (1909—1983)
- Белоус, Николай Афанасьевич (1915—1989)
- Могильников, Фёдор Васильевич (1918—2009)
- Савин, Николай Иванович (1920—1986)
- Шахаров, Сергей Иванович (1915—1997)

### 1965
- Монахов, Владимир Сергеевич (1921—2003)
- Халявин, Алексей Максимович (1918—2002)

### 1966
- Кондратьев, Пётр Андреевич (1920—1995)[1]
- Кучеренко, Николай Павлович (1915—1988)
- Уваров, Павел Иванович (1923—2000)
- Шестаков, Евдоким Андреевич (1911—1970)

### 1967
- Демагин, Владимир Васильевич (1924—2008)
- Дзюба, Сергей Георгиевич (1920—1977)
- Димаков, Евгений Алексеевич (1921—2009)
- Кошкин, Пётр Васильевич (1922—2001)
- Севастьянов, Валентин Иванович (1922—1996)
- Семовских, Разумник Николаевич (1923—1971)

### 1968
- Замота, Александр Евстафьевич (1920—2006)

### 1969
- Бовшовский, Михаил Зиновьевич (1923—1986)
- Котлюба, Михаил Калистратович (1923—2002)
- Руднев, Парис Николаевич (1925—1998)
- Силенко, Андрей Макарович (1916—1970)

## 1970—1979 годы

### 1970
- Козлов, Дмитрий Николаевич (1921—2007)
- Крылов, Вячеслав Викторович (1925—2002)
- Лопухов, Борис Александрович (1925—2015)
- Шелеметев, Валентин Васильевич (1929—2012)
- Шиповский, Николай Михайлович (1920—1983)

### 1971
- Виноградов, Леонид Александрович (1924—2017)
- Царегородцев, Виталий Иванович (1927—2000)

### 1972
- Буланов, Алексей Парфёнович (1916—1992)
- Грянко, Яков Савельевич (1918—1973)
- Давыдов, Виталий Валентинович (1926—2000)
- Иванов, Николай Александрович (1926—1996)
- Караблинов, Дмитрий Григорьевич (1921—1979)
- Никитин, Сергей Иванович (1918—1992)
- Сикачёв, Лев Степанович (1927—1988)
- Тихомиров, Валентин Семёнович (1926—1996)

### 1973
- Радишевский, Владимир Петрович (1925—1993)
- Семёнов, Александр Семёнович (1924—1984)
- Фёдоров, Владимир Сидорович (1930—2016)
- Фёдоров, Дмитрий Григорьевич (1937—2013)

### 1974
- Алфёров, Николай Алексеевич (1936—2010)
- Кутузов, Николай Гаврилович (1918—2007)
- Лозовский, Леонид Сергеевич (1922—2001)
- Мозговой, Николай Петрович (1926—2011)
- Наумов, Вячеслав Иванович (1937—1980)
- Петров, Михаил Михайлович (1925—1983)
- Субаев, Рашат Измайлович (1926—2008)

### 1975
- Бондарев Виктор Иванович (1931—2018)
- Панфилов, Владислав Илларионович (1921—1995)
- Толмачёв, Николай Иванович (1929—1999)
- Черник, Пётр Николаевич (1924—2012)
- Ядрышников, Александр Николаевич (1929—2019)

### 1976
- Лукьянов, Владимир Константинович (1927—1991)
- Павлов, Леонид Фёдорович (1926—1995)
- Старостин, Сергей Семёнович (1926—2011)

### 1977
- Калинин, Вадим Васильевич (1927—1996)
- Кузьмин, Юрий Фёдорович (1932—1995)
- Чередников, Юлий Нилович (1929)
- Шестаков, Юрий Григорьевич (1927—2005)

### 1978
- Губарев, Владимир Иванович (1930—2000)
- Ловков, Юрий Алексеевич (1931—2008)
- Манаев, Олег Арсеньевич (1938—2007)

### 1979
- Воскресенский, Евгений Васильевич (1935—2020)
- Елизаров, Владимир Константинович (1929—2008)
- Карцев, Анатолий Сергеевич (1929—2017)
- Кудрявцев, Александр Сергеевич (1926—1980)
- Провоторов, Тимофей Гаврилович (1929—1996)
- Семухин, Иван Александрович (1931—2006)
- Тищенко, Александр Афанасьевич (1931—2011)
- Щёткин, Валерий Алексеевич (1939—2000)

## 1980—1989 годы

### 1980
- Бральнин, Анатолий Дмитриевич (1930)
- Максимов, Станислав Васильевич (1931—1987)
- Митин, Александр Назарович (1937—1999)
- Прохоров, Борис Николаевич (1930)

### 1981
- Грачёв, Виктор Михайлович (1932—2002)
- Коршунов, Олег Петрович (1945—2023)
- Мешков, Борис Иванович (1935—2006)
- Смирнов, Георгий Иванович (1935—2015)
- Терский, Станислав Витальевич (1935—2012)
- Шведов, Константин Степанович (1926—2007)
- Юмагузин, Равиль Давлетович (1936)

### 1982
- Артамонов, Владимир Семёнович (1936)
- Белых, Владимир Семёнович (1940)
- Данский, Анатолий Николаевич (1937—2014)
- Кузнецов, Лев Фёдорович (1930—2012)
- Николаев, Александр Николаевич (1941—2015)
- Руденко, Лев Николаевич (1935—2023)
- Трошин, Виталий Александрович (1935—1991)

### 1983
- Гуменюк, Григорий Назарович (1933)
- Каньшин, Вячеслав Алексеевич (1933)
- Химочка, Эдуард Ильич (1935—1997)

### 1984
- Буртаков, Григорий Яковлевич (1927)
- Давыдов, Алексей Иванович (1929—2010)
- Ерёменко, Анатолий Васильевич (1946—2013)
- Ирейкин, Геннадий Григорьевич (1940)
- Макаров, Борис Васильевич (1937—2004)
- Макаров, Владимир Павлович (1937—2016)
- Маникин, Владимир Фёдорович (1938)
- Попов, Леонид Степанович (1940—2023)
- Федотов, Виктор Максимович (1929)
- Яшин, Василий Николаевич (1928—1994)

### 1985
- Козел, Михаил Михайлович (1947)
- Сидоренко, Валерий Михайлович (1944—1998)
- Худяков, Владислав Алексеевич (1942)

### 1986
- Майстренко, Анатолий Тихонович (1939)
- Малаш, Николай Иванович (1937—2014)
- Петрусёв, Виталий Аверьянович (1939—2002)
- Сухинин, Леонид Борисович (1932)

### 1987
- Данилов, Леонид Степанович (1941—1989)
- Припусков, Олег Игоревич (1946—1996)
- Селезнев, Павел Георгиевич (1940—2012)
- Смирнов, Александр Геннадьевич (1946—2011)
- Тверье, Борис Яковлевич (1935)

### 1988
- Перепичай, Анатолий Филиппович (1945)
- Федосеев, Геннадий Викторович (1948)

### 1989
- Агронов, Валерий Александрович (1939—1997)
- Баранов, Сергей Яковлевич (1949)
- Бобровников, Борис Алексеевич (1948)
- Вязигин, Виктор Владимирович (1937—2021)
- Иванов, Александр Михайлович (1949—2010)
- Мальцев, Георгий Павлович (1945)
- Носик, Михаил Иванович (1947)
- Парахин, Владимир Николаевич (1947)
- Перегон, Александр Андреевич (1945—2020)
- Поддубный, Александр Петрович (1947)
- Попов, Николай Кузьмич (1937)
- Седов, Виктор Николаевич (1936—2009)
- Ситников, Юрий Георгиевич (1948)
- Смышляев, Геннадий Петрович (1943—1994)
- Соколов, Сергей Николаевич (1945—2007)
- Шилин, Геннадий Владимирович (1942)
- Шкуратов, Владимир Семёнович (1942—2003)

## 1990—1991 годы

### 1990
- Арашков, Сергей Прокопович (1939)
- Клевакин, Геннадий Андреевич (1949)
- Мешков, Михаил Иванович (1946)
- Родионов, Валерий Владимирович (1938—2017)
- Цыганков, Виктор Владимирович (1949)

### 1991
- Кеньк, Александр Юлисович (1946)
- Кондрашин, Николай Александрович (1948)
- Подщипков, Виталий Михайлович (1940—2010)
- Рябцев, Станислав Георгиевич (1937—2007)
- Сокол-Кутыловский, Валерий Леонидович (1942)